# Еномото Харука
Еномото Харука (14 вересня 1996) — японська стрибунка у воду.
Учасниця Олімпійських Ігор 2020 року, де в стрибках з 3-метрового трампліна посіла 17-те місце. У синхронних стрибках з 3-метрового трампліна разом з Хадзукі Міямото посіла 5-те місце.